# Japanagromyza cupreata
Japanagromyza cupreata är en tvåvingeart som beskrevs av Mitsuhiro Sasakawa 1963. Japanagromyza cupreata ingår i släktet Japanagromyza och familjen minerarflugor. Inga underarter finns listade i Catalogue of Life.